# Cohicaleyrodes jesudasani
Cohicaleyrodes jesudasani es un hemíptero de la familia Aleyrodidae, con una subfamilia: Aleyrodinae.
Fue descrita científicamente por primera vez por David en 2005.